# Stampen (scheepsbeweging)

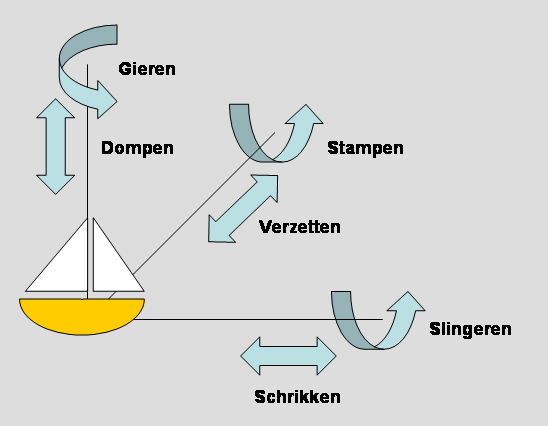
De zes scheepsbewegingen. Stampen is om de breedteas, dus haaks op slingeren

Stampen is een van de zes scheepsbewegingen. Stampen is het heen en weer roteren van het schip rond zijn breedteas, dat wordt veroorzaakt door golven op zee. Vooral het voorschip gaat behoorlijk op en neer tijdens het stampen. Vooral bij aan-de-windse koersen stampt een schip en kan het zeeziekte veroorzaken. Dit is de reden dat de kooien vaak in het achterschip zitten.